# 한화디펜스 (2009 ~ 2019년 기업)
한화디펜스는 2009년 1월 두산인프라코어의 방위 산업 부분이 분리 독립한 신설 법인으로 2016년 5월 두산에서 한화로 매각됐다. 장갑차, 대공/유도 무기 체계, 발사대 체계, 정밀 장비 등 첨단 전략 무기를 생산하며, 1973년에 한국의 방위 산업 분야에 창업했다. 2008년 매출 5000억 원 수준이었으며, 2014년에는 매출 6100억 원을 기록하였다.

## 같이 보기
- 한화디펜스